# José João Amaral Estrompa
José João Amaral Estrompa, conhecido como Estrompa (Lisboa, 1942 - Lisboa, 18 de Julho de 2014) foi um dos autores mais emblemáticos da Banda Desenhada Portuguesa. Conhecido principalmente pelas subversivas aventuras do seu anti-herói Tornado (1989), uma paródia policial/chunga de Torpedo. Ao seu currículo acesce-se a criação da bizarra, disfuncional e obscena Família Darling, o gato Pink eo cão Smaile.
Tornado, que espalhando o caos e sofisticada filosofia popularucha/tuga chunga com sabor “bogartiano” nas páginas de publicações underground como Banda, Comic, BD & Roll, Shock, Boom!!!, Seasons of Glass etc, deu o “salto” para o mainstream passados dez anos da sua criação, na revista Selecções BD. Três anos mais tarde, A Bedeteca de Lisboa publicou também um título da colecção LX Comics dedicado ao obscuro detective.
A nível profissional, Estrompa trabalhou sempre na área da Publicidade e Artes Gráficas, tendo também publicado o seu trabalho em revistas mainstream como Tintim, DN Semanal, Mosquito, Pão com Manteiga e Selecções BD.
Foi o mentor e editor do fanzine Shock, que foi criado em 1983 e se veio a manifestar como uma das mais consistentes e relevantes publicações do género. Em 1994, obteve o 1º Prémio para melhor fanzine no Salão da Amadora, no mesmo ano leva também para casa a primeira classificação para Melhor Fanzine Nacional da Simão (AVP) do Porto e no ano seguinte repete o feito no Salão da Amadora.

## Cartoon - Prémios
1º Prémio Raphael Bordalo Pinheiro na categoria de Cartoon no Salão Cidade de Lisboa em 1997
1º Prémio na categoria de Tira no Salão de Moura 1998, 1999, 2000 e 2001
1º Prémio na categoria de Melhor Cartoon no Salão de Moura 2001
Menção Honrosa (Cartoon) no Salão de Moura 2002